# Tarasivka, Verhnodniprovsk
Tarasivka (în ucraineană Тарасівка) este un sat în comuna Perșe Travnea din raionul Verhnodniprovsk, regiunea Dnipropetrovsk, Ucraina.

## Demografie
Componența lingvistică a localității Tarasivka
     Ucraineană (91,07%)
     Rusă (7,14%)
     Belarusă (1,34%)
     Alte limbi (0,45%)
Conform recensământului din 2001, majoritatea populației localității Tarasivka era vorbitoare de ucraineană (91,07%), existând în minoritate și vorbitori de rusă (7,14%) și belarusă (1,34%).